# 베고네
베고네(Beggone, 750년/755년/760년 ~ 816년 10월 28일) 또는 베곤(Bégon)는 프랑크 왕국의 귀족으로, 파리 백작 게르하르투스 1세(Gerard I of Paris)의 아들이다. 후일 이탈리아의 군주가 되는 베렝가리오 1세는 그의 딸 엔겔트루드의 손자이며, 또다른 딸 수산나는 서프랑크 왕국 말더듬이왕 루이 2세의 첫 부인 파리의 아델하이트(Adelaide of Paris)의 할머니가 된다. 마트프리드(Matfriede) 가문의 초기 구성원의 한 사람이다. 파리 출신이라 파리의 베고네로도 부르고, 툴루즈의 백작을 역임하여 툴루즈의 베고네로도 부른다.
출생년대는 750년설, 755년설, 760년설이 있어 정확하지 않다. 아버지는 파리 백작 게르하르투스 1세(779년경 사망)이고, 어머니는 로트루드(Rotrude)로, 아우스트라시아의 궁재 카를로만 1세의 딸이며, 카를 마르텔의 손녀였다. 형 스테판은 아버지의 뒤를 이어 파리 백작직에 있었다.
일찍이 그는 아키텐으로 부임하는 경건왕 루트비히의 시종으로 임명되었다. 경건왕 루트비히는 후일 프랑크 왕국의 총괄국왕이자 황제직을 계승하는 인물이다.
806년 샤를마뉴 대제에 의해 툴루즈 백작과 셉티마니아 백작, 아키텐 공작, 히스패닉 마치의 변경백에 임명되었다. 815년부터는 파리 백작직에 있던 스테판의 죽음으로 파리 백작직도 물려받았다. 그는 샤를마뉴 대제에 의해 기욤 드 젤론느의 후계자로 내정되어, 806년 샤를마뉴 대제는 기욤 드 젤론느를 해임시키고 베고를 툴루즈궁과 고티아 변경백령을 관할하게 했다. 그러나 그는 그곳에서 오래 머무르지 않았다.
811년까지 툴루즈와 셉티마니아 일대를 오가면서 생활했다. 815년 혹은 811년부터는 파리 백작의 지위에 있었다. 그의 집안 수도원은 그가 복원한 포사스 수도원(Fossas)이었다. 816년 베고가 사망한 후 알파이스는 경건왕 루트비히로부터 림스 수녀원의 원장이 되었는데, 경건왕 루트비히가 하사한 것이라 한다. 그가 죽자 형제 란트라트 1세가 뒤를 이어 파리의 백작이 되었고, 아들 란트라드 2세는 삼촌 란트라드 1세의 뒤를 이었다.

## 가족 관계
형제 란트라드 1세의 외손녀는 오를레앙의 이르멘가르트(Ermentrude de Orléans)로, 대머리 카를 2세의 첫 왕비였다.
- 아버지 : 게르하르투스 1세(779년경 사망)
- 어머니 : 로트루드(Rotrude)
  - 형제 : 란트라드 1세
    - 조카 : 엔겔트루드(Engeltrude), 대머리 카를 2세의 정비 오를레앙의 이르멘가르트(Ermentrude de Orléans)의 친정어머니
    - 조카사위 : 오를레앙의 외드(Eudes de Orléans)
- 부인 : 알파이스(Alpais, 794년 ~ 852년 7월 23일) 또는 알파이디스(Alpheidis), 경건왕 루트비히 1세와 이르멘가르트의 딸 혹은 샤를마뉴의 서녀
  - 아들 : 리우트하르트 2세(Leuthard II)
  - 아들 : 에버하르트
  - 아들 : 란드라트(Landrade)
  - 딸 : 수산나(Susanna)
  - 사위 : 울하르트 플라비니(Wulfhard of Flavigny)
    - 외손자 : 파리의 아달하르트(Adalard of Paris), 말더듬이왕 루이 2세의 첫 부인 파리의 아델하이트(Adelaide of Paris)의 친정아버지

  - 딸 : 엔겔트루드(Engeltrude)
  - 사위 : 운로우크 2세 프리울리(Unruoch II of Friuli)
    - 외손자 : 에버하르트 프리울리(Eberhard of Friuli), 베렝가리오 1세의 아버지

## 참고 자료
- Annick Miro, « Deux comtes au service de Louis le Pieux : Bégon (806–816) et Bérenger (816–835), semper fideles », Le Moyen Âge, vol. CXX, no 2, 2014, p. 377-417